# Olivier Dupuis
Olivier Dupuis (ur. 25 lutego 1958 w Ath) – włoski polityk pochodzenia belgijskiego, poseł do Parlamentu Europejskiego w latach 1996–2004, działacz na rzecz praw człowieka, jeden z liderów nurtu włoskich radykałów.

## Życiorys
Urodził się w Belgii, ukończył studia z zakresu nauk politycznych na Université catholique de Louvain. W 1981 przystąpił do Partii Radykalnej, transnarodowej organizacji, działającej głównie we Włoszech, skupiającej działaczy o poglądach libertyńskich. Brał udział w różnych protestach, manifestacjach i akcjach społecznych na rzecz zwalczania głodu i przemocy na świecie. W 1982 został zatrzymany w Pradze podczas wiecu wspierającego postulaty wolności i demokracji. Aresztowano go również w Dubrowniku, po deportacji objęto go trzyletnim zakazem powrotu na teren Jugosławii.
W 1985 za uchylanie się od służby wojskowej został skazany na karę dwóch lat pozbawienia wolności, zwolniono go po jedenastu miesiącach. W 1988 zamieszkał w Budapeszcie, brał udział w organizacji struktur partii radykalnej w różnych krajach. W 1991 w chorwackim mundurze wojskowym wspierał działania niepodległościowe tego kraju.
W 1993 objął stanowisko przewodniczącego rady generalnej radykałów, następnie od 1995 do 2003 był sekretarzem (faktycznym przewodniczącym) tej organizacji. Został też jednym z liderów partii Włoscy Radykałowie.
W 1996 objął mandat europosła IV kadencji z ramienia komitetu wyborczego „Marco Pannella-Riformatori”, należał do frakcji Europejskiego Sojuszu Radykalnego. W wyborach w 1999 z powodzeniem ubiegał się o reelekcję z listy radykałów sygnowanej tym razem nazwiskiem Emmy Bonino. W V kadencji był posłem niezrzeszonym, pracował w Komisji Spraw Konstytucyjnych. Mandat deputowanego sprawował do 2004.
W 2001 w kilkuosobowym gronie protestował w Laosie przeciwko aresztowaniu pięciu strajkujących studentów, których zatrzymano dwa lata wcześniej i o których losie nie było od tego czasu żadnych informacji. Został tam na krótko zatrzymany, a po krótkim procesie przed laotańskim sądem skazany na karę pozbawienia wolności i następnie deportowany z tego kraju. Jako europoseł inicjował także w PE dyskusje dotyczące stabilizacji sytuacji w Czeczenii.

## Odznaczenia
- Order Księcia Branimira (Chorwacja, 2002)[3]